# Bandera de Síria

Canvis històrics en la bandera de Síria: banderes adoptades el 1932, 1958, 1961, 1963, 1971, 1980 i 2024

La bandera de Síria (àrab: علم سوريا, ʿalam Sūriyā) en la seva versió actual va ser adoptada el 8 de desembre de 2024. Està composta per tres franges horitzontals de la mateixa grandària, de color verd la superior, blanca la central i negra la inferior. En la franja central figuren tres estrelles vermelles de la mateixa grandària i de cinc puntes cadascuna.
Aquesta bandera anteriorment va ser l'emblema de la desapareguda República Àrab Unida, de la qual va formar part la República Àrab Síria. Els colors de la bandera de Síria són els tradicionals del panarabisme, que poden observar-se a les banderes de Iemen, Egipte, Sudan i Iraq. El color vermell simbolitza la sang dels màrtirs i també va ser el color de la dinastia haixemita. El color blanc va ser utilitzat per la dinastia omeia. Les dues estrelles van representar Egipte i Síria (parts integrants de la República Àrab Unida) i el color verd va ser usat pel Califat Fatimita. El negre va ser el color del Califat dels Abbàssides.
| Color   | Simbolisme                                                                             |
| ------- | -------------------------------------------------------------------------------------- |
| Vermell | La dinastia haiximita, lluita sagnant per la llibertat.                                |
| Blanc   | La dinastia omeia, futur brillant i pacífic.                                           |
| Verd    | La dinastia fatimita o els califes raixidun, les estrelles representen Egipte i Síria. |
| Negre   | La dinastia abbàsida, regla forta.                                                     |